# The Good, the Bad & the Queen (álbum)
The Good, the Bad & the Queen es el álbum debut homónimo de nombre del supergrupo de rock alternativo The Good, the Bad & the Queen, compuesto por el cantante de Blur y Gorillaz, Damon Albarn; Tony Allen; Paul Simonon, bajista de The Clash y Simon Tong, guitarrista de The Verve.

## Historia
A pesar de que la banda no tiene nombre suele ser conocida precisamente como "The Good, the Bad & The Queen". Inicialmente se pensó que se trataba de un proyecto en solitario de Albarn, que contaría con la producción de Danger Mouse. La revista británica New Musical Express reveló a finales de julio del 2006 que el proyecto en solitario se había transformado en una nueva agrupación formada por Albarn.
El grupo, el cual está formado por Albarn, el exbajista de The Clash, Paul Simonon, el exguitarrista de The Verve, Simon Tong (quien tocó la guitarra durante la gira Think Tank de Blur, tras la salida de Graham Coxon y tocó la guitarra para Gorillaz en su álbum Demon Days), y el pionero del afrobeat y baterista de África 70, Tony Allen, lanzó su primer sencillo, "Herculean", el 30 de octubre de 2006. El sencillo fue acompañado por una presentación en el festival musical de la BBC, Electric Proms, el 26 de octubre, donde tocaron todo el álbum.
El grupo lanzó un segundo sencillo, "Kingdom of Doom", una semana antes de la salida de su álbum debut, el cual fue puesto a la venta el 22 de enero de 2007. El álbum fue producido por Danger Mouse y las letras de sus canciones tratan sobre la vida moderna en Londres. Un tercer sencillo, "Green Fields", fue lanzado en abril de 2007.

## Merrie Land
En octubre del 2011 confirmaron su vuelta al escenario, luego de tres años de ausencia, por el 40 Aniversario de Greenpeace. Será un único concierto y se llevará a cabo en el Coronet Theatre, Londres. Aún no hay datos sobre una pequeña gira o algún concierto adicional al único programado, o incluso nuevo material discográfico.
(2018)
Desde hace algunos meses, el grupo The Good, The Bad & The Queen, liderado por Damon Albarn, comenzó a sonar nuevamente entre los medios por una razón: estaban trabajando en un nuevo disco, el segundo de su historial y el cual terminaría con más de 10 años de ausencia desde la salida de su primer material en 2007. Este nuevo trabajo musical titulado Merrie Land, saldrá a finales de noviembre.
A mediados de octubre, el supergrupo anunció su regreso de forma oficial con la salida de su primer sencillo “Merrie Land”, el cual le da nombre al disco y dejó en claro el tono y la forma que la banda tomó esta vez. Ahora, Albarn y compañía lanzaron un nuevo sencillo titulado “Merrie Land” con todo y un video musical protagonizado por Damon Albarn vestido como títere y maquillado con prótesis para asimilar a los tradicionales muñecos humorísticos incluyendo con ventrilucuos de fondo en demás videos. 
De acuerdo con algunos medios, este nuevo disco, así como estas dos canciones, tienen como objetivo representar la salida de Reino Unido de la Unión Europea. Es decir, todas las consecuencias que los ciudadanos británicos deberán enfrentar con una decisión meramente económica que no atendió las necesidades sociales y políticas de las naciones que conforman el Reino. “Creamos una carta de despedida, una serie de análisis y reflexiones de 2018”. Todo se trata de inclusión, crisis, fin de relaciones, esperanza y más.
Con la salida de “Gun To The Head”, también llegó la noticia de que The Good, The Bad & The Queen tendrán tres conciertos sorpresa antes de lanzarse a una gira por todo el Reino Unido a finales de 2018, en diciembre. El regreso de este grupo marca una nueva etapa musical para Albarn, quien hace unas semanas terminó en la Ciudad de México con el tour mundial de The Now Now, el último disco de Gorillaz.
Y a la fecha la banda ha sacado dos sencillos del nuevo disco llamados:
-"Merrie land" 
-"Gun to the head"
-"Ribbons"

## Lista de canciones

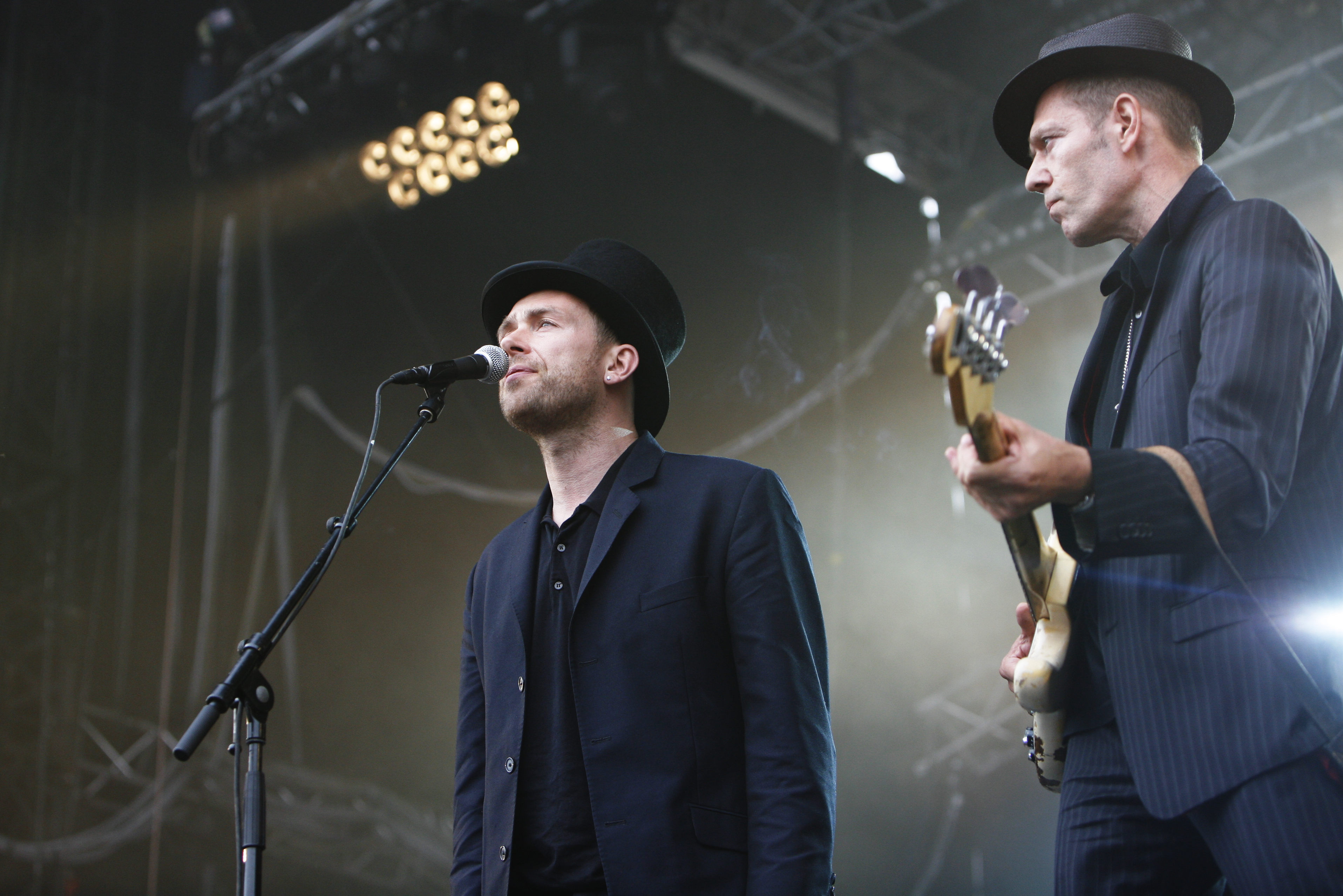
The Good, the Bad & the Queen en un recital en Francia de julio de 2007.

Todas compuestas por Damon Albarn.
1. "History Song" - 3:05
2. "'80s Life" - 3:26
3. "Northern Whale" - 3:54
4. "Kingdom of Doom" - 2:42
5. "Herculean" - 3:59
6. "Behind the Sun" - 2:38
7. "The Bunting Song" - 3:47
8. "Nature Springs" - 3:10
9. "A Soldier's Tale" - 2:28
10. "Three Changes" - 4:15
11. "Green Fields" - 2:26
12. "The Good, the Bad & the Queen" - 6:59

### Bonus DVD
1. "Nature Springs" (en directo desde The Tabernacle)
2. "The Bunting Song" (en directo desde The Tabernacle)
3. "The Good, The Bad & The Queen" (en directo desde The Tabernacle)
4. "A Soldier's Tale" (material de ensayo)
5. "The Good, the Bad & the Queen" (entrevista)

## Posicionamiento en listas

### Listas semanales
| Listas (2007)                           | Mejor posición |
| --------------------------------------- | -------------- |
| UK Albums (The Official Charts Company) | 2              |
| US Billboard 200                        | 49             |